# Encinares (Ávila)
Encinares es una localidad perteneciente al municipio de La Horcajada, en la provincia de Ávila, comunidad autónoma de Castilla y León, España. En 2021 contaba con 38 habitantes.

## Historia
A mediados del siglo XIX, el lugar tenía contabilizadas 55 casas. Aparece descrito en el séptimo volumen del Diccionario geográfico-estadístico-histórico de España y sus posesiones de Ultramar de Pascual Madoz de la siguiente manera:

ENCINARES: l. que forma ayunt. en union de San Lorenzo y Vallejondo, en la prov. y dióc. de Avila (13 leg.), part. jud. de Barco de Avila (1), aud. terr. de Madrid (24), y c. g. de Castilla la Vieja (Valladolid 27). sit. en el camino que conduce desde el Barco de Avila á Miron, le combaten los vientos N. S. y O. y su clima es propenso á irritaciones gástricas especialmente en las mugeres. Tiene 55 casas inclusa la del ayunt., escuela de instruccion primaría comun á ambos sexos, á la que concurren como 70 alumnos que se hallan bajo la direccion de un maestro dotado con 790 rs., y una igl. parr. (el Stmo. Salvador), servida por un párroco, cuyo curato es de entrada, de presentacion de S. M. en los meses apostólicos, y del ob. en los ordinarios: tiene por anejos á los Sauces y el Hoyo. El term. confina N. la Horcajada; E. Valle-hondo; S. S. Maria de los Caballeros y O. el r. Tormes: estendiéndose 1/2 leg. por N. y S., y 1/4 por E. y O., se encuentran en él 10 fuentes de buenas aguas y le atraviesa el referido r. Tormes. El terreno es de mediana calidad: hay varios montes poco poblados, que segun tradicion son los mas antiguos de este pais. caminos: los de pueblo á pueblo. El correo se recibe de la adm. de la cab. del part. por propio, los miércoles y sábados, y salen los miércoles y domingos. prod.: trigo, centeno, garbanzos, lino, patatas y yerbas: su mayor cosecha centeno: mantiene ganado lanar, vacuno y cabrio; cria caza de liebres, conejos y perdices; y en el Tormes escelentes truchas. ind.: la agrícola y una aceña. comercio: la importacion de vino y aceite y esportacion de ganado vacuno, lino, truchas y garbanzos. pobl.: inclusos sus anejos San Lorenzo y Vallejondo. 122 vec., 429 alm. cap. prod.: 1.558,750 rs. imp.: 62,350. ind. fabril: 2,550. contr.: 3,491 rs. 7 mrs.
(Madoz, 1847, p. 476)

## Demografía
| Gráfica de evolución demográfica de Encinares entre 1842 y 1970 |
| |
| Población de derecho según los censos de población del INE. Población de hecho según los censos de población del INE.Entre el censo de 1857 y el anterior, disminuye el término del municipio porque independiza a San Lorenzo de Tormes. Entre el censo de 1981 y el anterior, este municipio desaparece porque se integra en el municipio a La Horcajada. |